# Mariano Moreno y la Revolución de Mayo
Mariano Moreno y la Revolución de Mayo fue una película argentina muda en blanco y negro filmada en 1915. Fue escrita y dirigida por Enrique García Velloso y protagonizada por los hermanos Podestá.

## Sinopsis
Película bibliográfica muda que relata la historia de Mariano Moreno (interpretado por Pablo Podestá), su vida, sus relaciones y su recorrido por la política argentina.

## Elenco
Intervinieron en el filme los siguientes intérpretes:
- Pablo Podestá como Mariano Moreno.
- José Podestá como Cornelio Saavedra.
- Camila Quiroga
- Elías Alippi
- Silvia Parodi
- Rosario Guerrero como bailarina
- Felipe Farah
- Olinda Bozán
- Francisco Izzo
- Humberto Peruzzi como el niño.